# Nazionalismo tedesco

Il Reichsadler ("aquila imperiale") dallo stemma di Enrico VI, Imperatore del Sacro Romano Impero e Re di Germania, datato 1304. Il Reichsadler è il predecessore del Bundesadler, l'animale araldico dell'odierno emblema nazionale della Germania

Il nazionalismo tedesco è una nozione ideologica che promuove l'unità dei Tedeschi e di lingua tedesca in uno Stato nazionale. Il nazionalismo tedesco esalta l'orgoglio dell'identità nazionale dei Tedeschi. Le prime origini del nazionalismo tedesco risalgono alla nascita del nazionalismo romantico durante le guerre napoleoniche quando il nazionalismo di prima generazione (in questo caso il pangermanismo) iniziò a sorgere. La difesa di uno stato nazionale tedesco iniziò a diventare un'importante forza politica in risposta all'invasione dei territori tedeschi da parte della Francia sotto Napoleone.
Nel XIX secolo i tedeschi discutevano sulla questione tedesca, cioè se lo stato nazionale tedesco dovesse comprendere una "Piccola Germania" che escludesse l'Austria o una "Grande Germania" che includesse l'Austria. La fazione guidata dal cancelliere prussiano Otto von Bismarck riuscì a forgiare la piccola Germania.
L'aggressivo nazionalismo tedesco e l'espansione territoriale furono un fattore chiave che portò quantomeno alla prima delle guerre mondiali. Tuttavia, un peso prettamente ideologico lo esercitò anche quando, negli anni '30, i nazisti salirono al potere e cercarono di creare, stavolta, una Grande Germania, riuscendoci effettivamente, fino alle ultime fasi della seconda grande guerra, quando ormai la Wehrmacht fu impiegata solo a scopi difensivi, viste le casualità assai sfavorevoli alla Germania nazionalsocialista.
Dopo la sconfitta della Germania nazista, il paese fu diviso in Germania Est e Germania Ovest. La divisione persistette per praticamente tutta la durata della Guerra fredda, e precisamente fino alla caduta del muro di Berlino, anche se la vera e propria riunificazione tedesca fu raggiunta nel 1990 dopo die Wende, un evento che causò un certo allarme sia all'interno che all'esterno della Germania. Il paese emerse come una potenza in Europa e nel mondo; il suo ruolo nella crisi del debito sovrano europeo e nella crisi europea dei migranti hanno portato a criticare l'abuso autoritario tedesco del suo potere, in particolare per quanto riguarda la crisi del debito pubblico greco, e sollevato interrogativi all'interno e all'esterno della Germania sul ruolo del paese nel mondo.
A causa del ripudio post-1945 del regime nazista e delle sue atrocità, il nazionalismo tedesco è stato generalmente visto nel paese come un tabù: nonostante questo sussistono tuttora partiti di estrema destra che sottolineano l'identità e l'orgoglio nazionali tedeschi, ma dalla fine della seconda guerra mondiale non hanno mai avuto un ruolo rilevante.

## Storia

### Definire una nazione tedesca

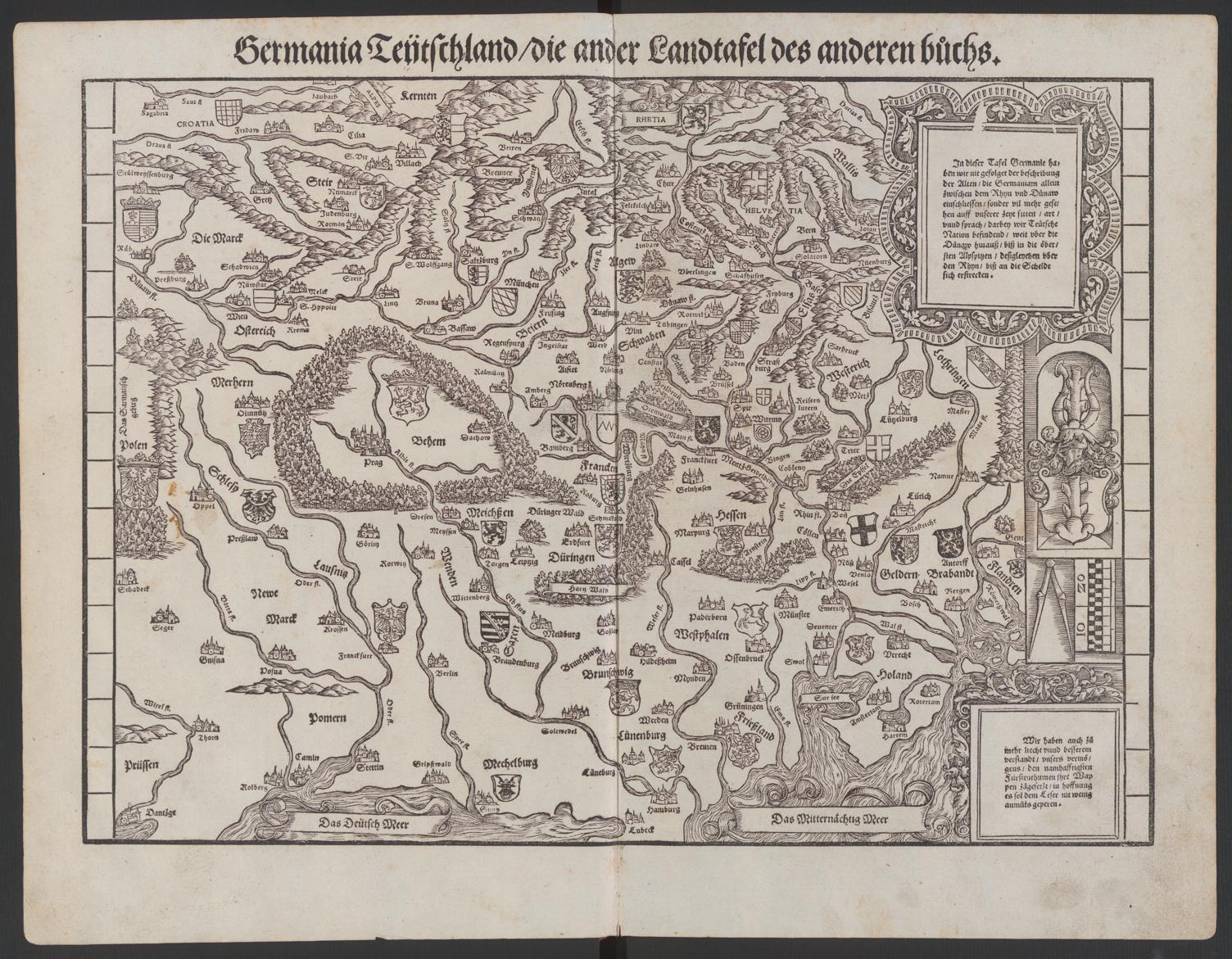
Questa mappa pubblicata a Zurigo nel 1548 definisce "la nazione tedesca" in base alle sue tradizioni, costumi e lingua.

La definizione di una nazione tedesca basata su caratteristiche interne presentava difficoltà. In realtà, la maggior parte degli appartenenti a gruppi in quella che è l'attuale Germania era incentrata su altri legami, perlopiù personali o regionali (ad esempio, con i Lehnsherren) - prima della formazione delle nazioni moderne. In effetti, le istituzioni quasi nazionali sono un prerequisito fondamentale per la creazione di un'identità nazionale che vada oltre l'associazione di persone. Dall'inizio della Riforma protestante nel XVI secolo, le terre tedesche erano state divise tra cattolici e luterani e anche la diversità linguistica era ampia. Oggi si stima che i dialetti (svevo, bavarese, sassone e coloniese) nelle loro forme più pure siano al 40% mutuamente intelligibili con il tedesco standard, il che significa che in una conversazione tra qualsiasi madrelingua di uno qualsiasi di questi dialetti e una persona che parla solo tedesco standard, quest'ultimo sarà in grado di capire poco meno della metà di ciò che viene detto senza alcuna conoscenza preliminare del dialetto, una situazione che probabilmente sarà stata simile o maggiore nel XIX secolo. In misura minore, tuttavia, questo fatto difficilmente differisce da altre regioni in Europa.
Il nazionalismo tra i tedeschi si sviluppò per la prima volta non nella popolazione generale, ma all'interno delle élite intellettuali di vari stati tedeschi. Il primo nazionalista tedesco, Friedrich Karl von Moser, scrivendo a metà del XVIII secolo, osservò che, rispetto a "inglesi, svizzeri, olandesi e svedesi", i tedeschi non avevano un "modo di pensare nazionale". Tuttavia, le stesse élite culturali incontrarono difficoltà nel definire la nazione tedesca, ricorrendo spesso a concetti ampi e vaghi: i tedeschi come "Sprachnation" (un popolo unificato dalla stessa lingua), un "Kulturnation" (un popolo unificato dalla stessa cultura) o una "Erinnerungsgemeinschaft" (una comunità del ricordo, cioè che condivide una storia comune). Johann Gottlieb Fichte - considerato il padre fondatore del nazionalismo tedesco - dedicò il quarto dei suoi Discorsi alla nazione tedesca (1808) alla definizione della nazione tedesca e lo fece in modo molto ampio. A suo avviso, esisteva una dicotomia tra le persone di origine germanica. C'erano quelli che avevano lasciato la loro patria (che Fichte considerava essere la Germania) durante il periodo delle migrazioni ed erano stati assimilati o fortemente influenzati dalla lingua, dalla cultura romana e dai costumi romani, e quelli che erano rimasti nelle loro terre native e avevano continuato a mantenere la propria cultura.
Successivamente i nazionalisti tedeschi furono in grado di definire la loro nazione in modo più preciso, soprattutto dopo l'ascesa della Prussia e la formazione dell'Impero tedesco nel 1871, che diede alla maggioranza dei tedeschi in Europa un quadro politico, economico ed educativo comune. Alla fine del XIX secolo e all'inizio del XX secolo, alcuni nazionalisti tedeschi aggiunsero elementi di ideologia razziale, culminando infine nelle Leggi di Norimberga, le cui sezioni cercavano di determinare per legge e genetica chi doveva essere considerato tedesco.

### XIX secolo

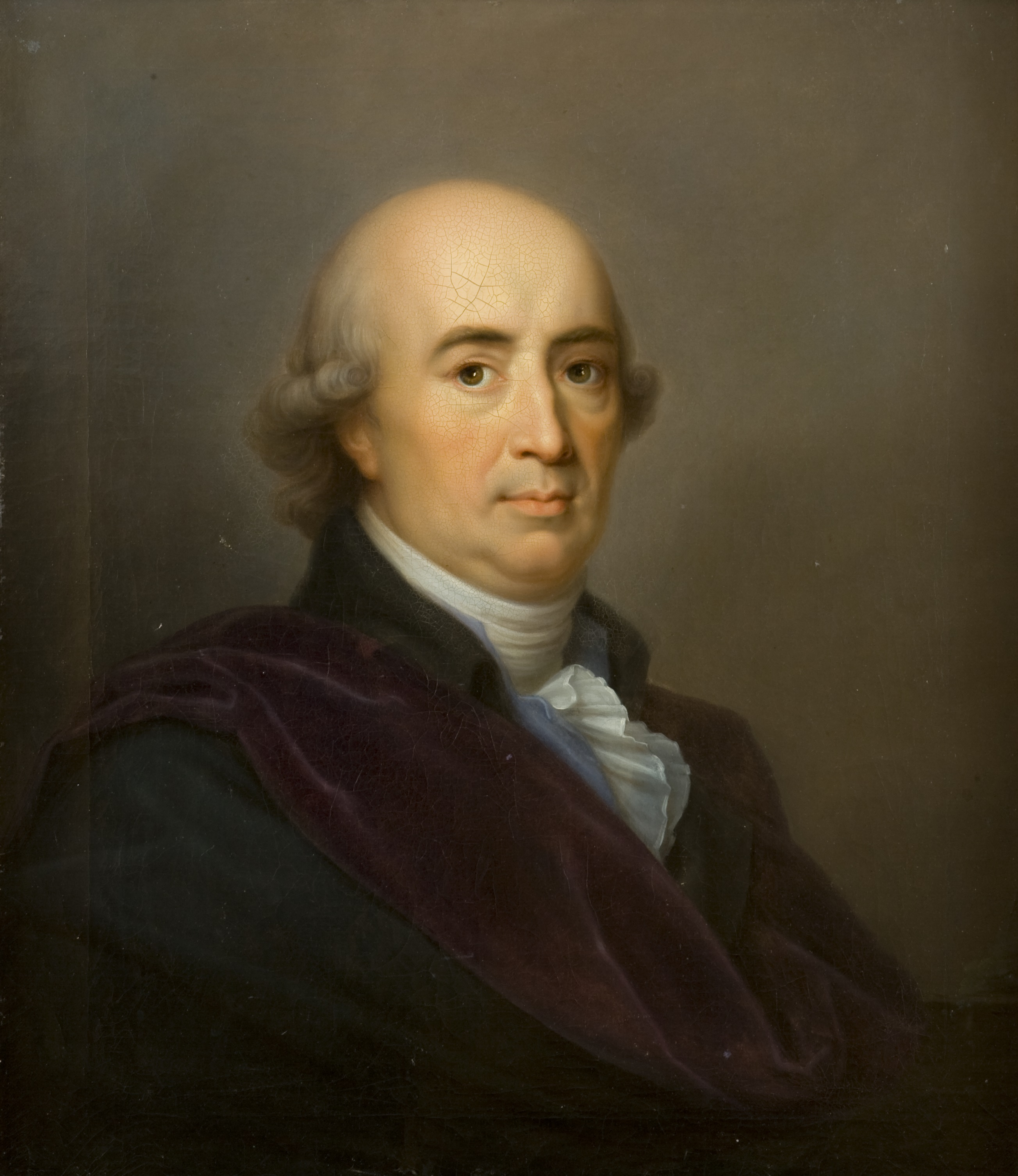
Johann Gottfried Herder, il fondatore del concetto stesso di nazionalismo, sebbene non ne sostenesse il programma.

Fu solo quando il concetto di nazionalismo stesso fu sviluppato dal filosofo tedesco Johann Gottfried Herder che iniziò il nazionalismo tedesco. Il nazionalismo tedesco era di natura romantica ed era basato sui principi di autodeterminazione collettiva, unificazione territoriale e identità culturale, e un programma politico e culturale per raggiungere questi fini. Il nazionalismo romantico tedesco derivò dalle idee del naturalismo del filosofo dell'epoca dell'Illuminismo Jean-Jacques Rousseau e del filosofo rivoluzionario francese Emmanuel Joseph Sieyès e che le nazioni legittime devono essere state concepite nello stato di natura. Questa enfasi sulla naturalezza delle nazioni etno-linguistiche continuò a essere sostenuta dai nazionalisti tedeschi romantici dell'inizio del XIX secolo Johann Gottlieb Fichte, Ernst Moritz Arndt e Friedrich Ludwig Jahn, che erano tutti sostenitori del pangermanismo.
L'invasione del Sacro Romano Impero da parte dell'Impero francese di Napoleone e la sua successiva dissoluzione portò a un nazionalismo liberale tedesco come sostenuto principalmente dalla borghesia della classe media tedesca che sosteneva la creazione di un moderno stato nazionale tedesco basato sulla democrazia liberale, costituzionalismo, rappresentanza e sovranità popolare mentre si oppone all'assolutismo. Fichte in particolare portò avanti il nazionalismo tedesco come risposta all'occupazione francese dei territori tedeschi nei suoi Discorsi alla nazione tedesca (1808), evocando un senso di particolarità tedesca nella lingua, tradizione e letteratura che componevano un'identità comune.
Dopo la sconfitta della Francia nelle guerre napoleoniche al Congresso di Vienna, i nazionalisti tedeschi tentarono di stabilire uno stato-nazionale tedesco ma non vi riuscirono; invece fu creata la Confederazione germanica, che era un ampio insieme di stati tedeschi indipendenti privi di forti istituzioni federali. L'integrazione economica tra gli stati tedeschi fu raggiunta dalla creazione dello Zollverein ("Unione doganale") della Germania nel 1818 che esistette fino al 1866. La mossa per creare lo Zollverein fu guidata dalla Prussia e lo Zollverein fu dominato dalla Prussia, provocando risentimenti e tensioni tra l'Austria e la Prussia.

### Dalle rivoluzioni del 1848 all'unificazione tedesca del 1871

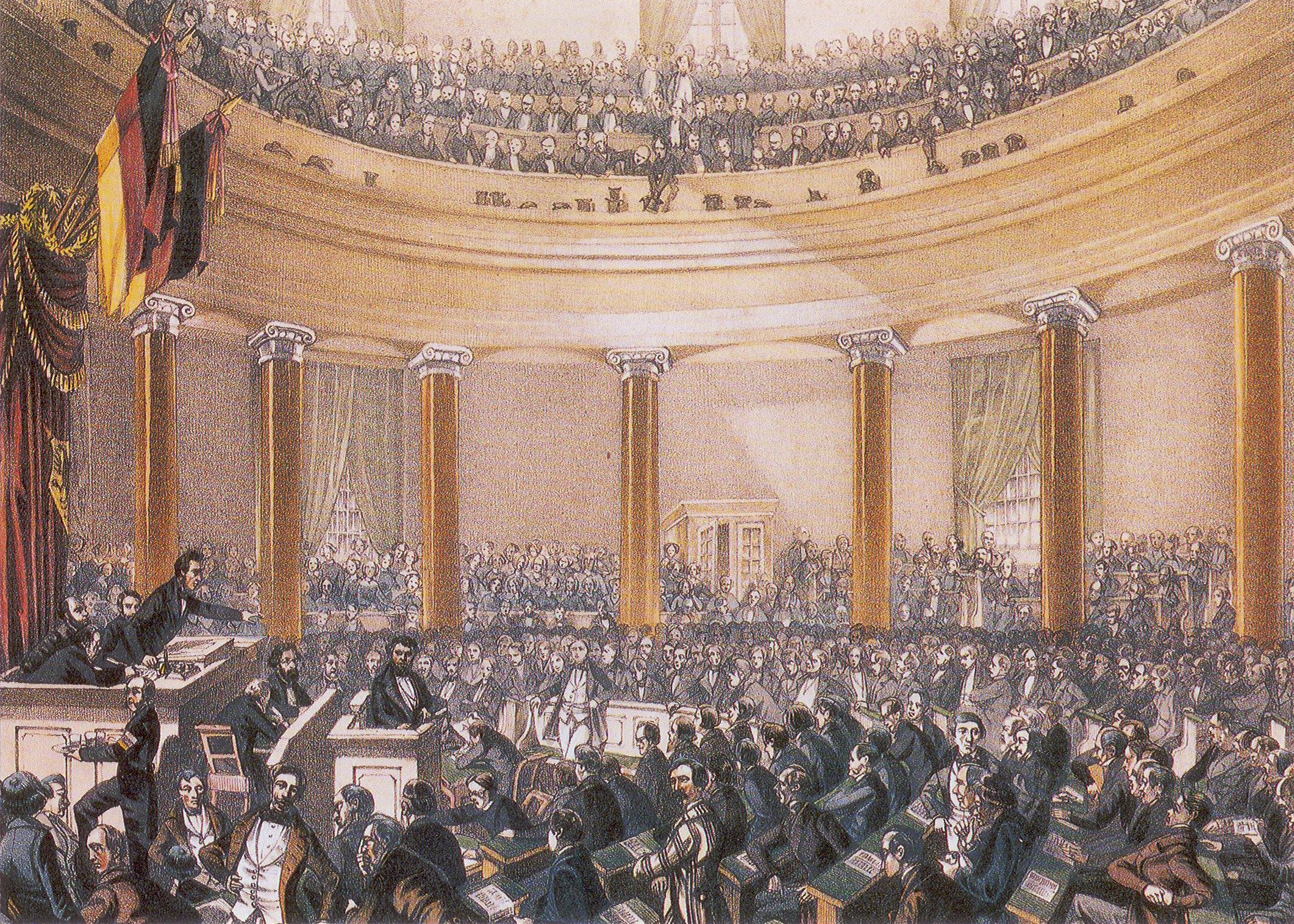
Rappresentazione della sessione del Parlamento di Francoforte nel 1848.

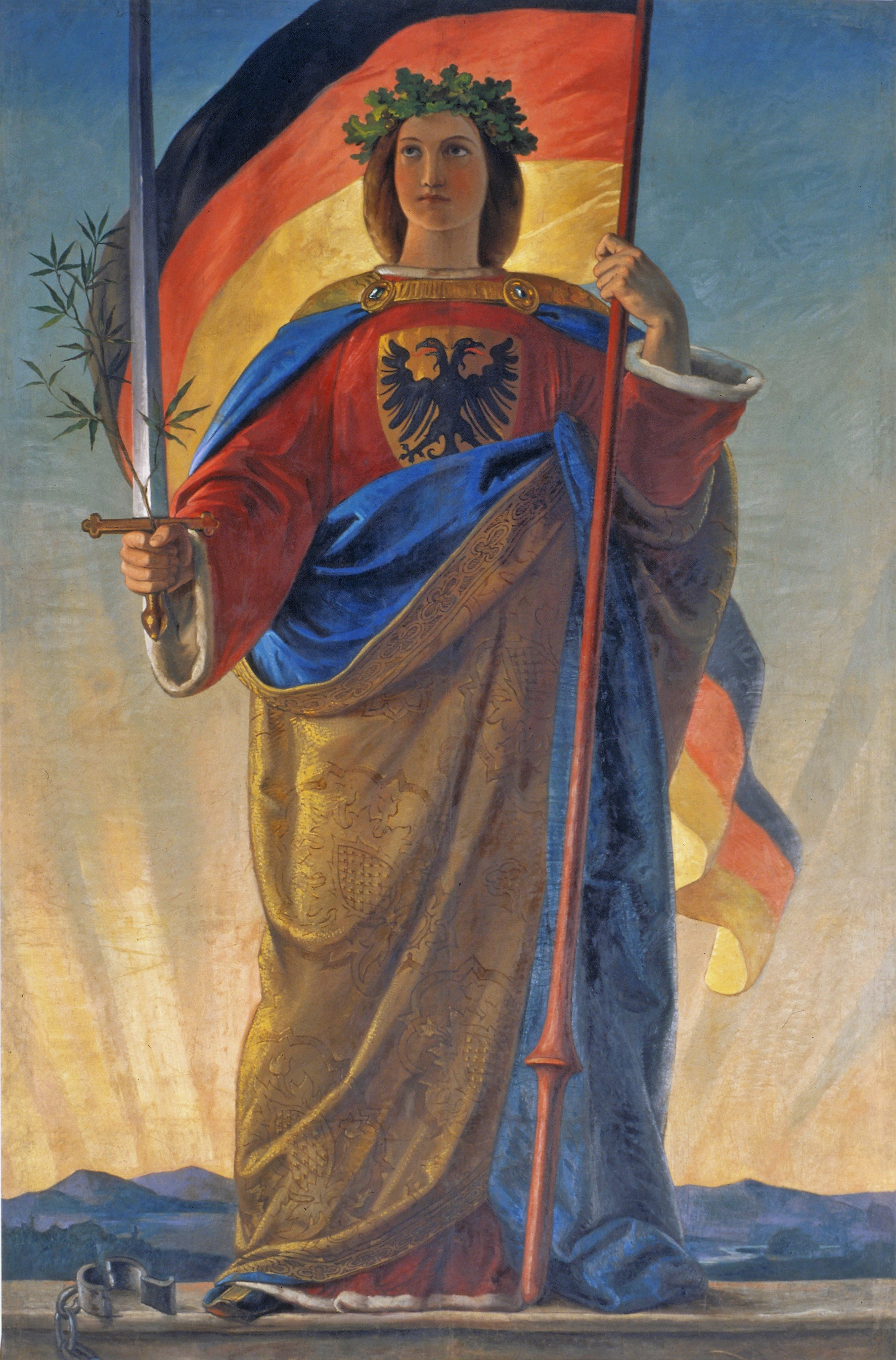
Germania, dipinto di Philipp Veit, 1848.

Le rivoluzioni del 1848 portarono a molte rivoluzioni in vari stati tedeschi. I nazionalisti presero il potere in un certo numero di stati tedeschi e un parlamento pantedesco fu creato a Francoforte nel maggio 1848. Il Parlamento di Francoforte tentò di creare una costituzione nazionale per tutti gli stati tedeschi, ma la rivalità tra interessi prussiani e austriaci portò i fautori del parlamento a sostenere una soluzione "piccola tedesca" (uno stato nazionale tedesco monarchico senza Austria) con la corona imperiale di Germania che fu concessa al re di Prussia. Il re di Prussia rifiutò l'offerta e gli sforzi per creare uno stato nazionale tedesco fallirono e crollarono.
All'indomani del fallito tentativo di stabilire uno stato-nazione tedesco liberale, la rivalità tra Prussia e Austria si intensificò sotto l'ordine del giorno del cancelliere prussiano Otto von Bismarck che bloccò tutti i tentativi dell'Austria di aderire allo Zollverein. Si sviluppò una divisione tra i nazionalisti tedeschi, con un gruppo guidato dai prussiani che sosteneva una "Piccola Germania" che escludeva l'Austria e un altro gruppo che sosteneva una "Grande Germania" che includeva l'Austria. I prussiani sostennero una piccola Germania per consentire alla Prussia di affermare l'egemonia che non sarebbe stata garantita in una Grande Germania. Questo fu un importante punto di propaganda successivamente affermato da Adolf Hitler.
Verso la fine degli anni 1850 i nazionalisti tedeschi enfatizzarono la necessità di ricorrere a soluzioni militari. L'atmosfera era alimentata dall'odio per i francesi, dalla paura della Russia, dal rifiuto delle soluzioni di Vienna del 1815 e dal culto degli eroi guerrieri patriottici. La guerra sembrava essere un mezzo desiderabile per accelerare il cambiamento e il progresso. I nazionalisti erano entusiasti dell'immagine dell'intero popolo in armi. Bismarck sfruttò l'orgoglio marziale del movimento nazionale e il desiderio di unità e gloria per indebolire la minaccia politica che l'opposizione liberale rappresentava al conservatorismo prussiano.
La Prussia raggiunse l'egemonia sulla Germania nelle "guerre di unificazione": la seconda guerra dello Schleswig (1864), la guerra austro-prussiana (che di fatto escludeva l'Austria dalla Germania) (1866) e la guerra franco-prussiana (1870). Uno stato-nazione tedesco fu fondato nel 1871, chiamato Impero tedesco come Piccola Germania Minore con il re di Prussia che salì al trono dell'imperatore tedesco (Deutscher Kaiser) e Bismarck divenne cancelliere del Reich.

### Dal 1871 alla prima guerra mondiale, 1914-1918
A differenza del primo nazionalismo tedesco del 1848, che si basava su valori liberali, quello dai sostenitori dell'Impero tedesco era basato sull'autoritarismo prussiano e di natura conservatrice, reazionaria, anti-cattolica, antiliberale e antisocialista. I sostenitori dell'Impero tedesco desideravano una Germania basata sul dominio culturale prussiano e protestante. Questo nazionalismo tedesco si concentrò sull'identità tedesca basata sullo storico Ordine teutonico crociato. Questi nazionalisti sostenevano un'identità nazionale tedesca basata sugli ideali di Bismarck, che includevano i valori teutonici di forza di volontà, lealtà, onestà e perseveranza.
La divisione tra cattolici e protestanti in Germania a volte creò un'estrema tensione e ostilità tra i due gruppi dopo il 1871, come in risposta alla politica di Kulturkampf in Prussia da parte del cancelliere tedesco e del primo ministro prussiano Otto von Bismarck, che cercò di smantellare la cultura cattolica in Prussia; ciò provocò indignazione tra i cattolici tedeschi e provocò l'ascesa del Partito di Centro pro-cattolico e del Partito Popolare Bavarese.
C'erano però nazionalisti rivali in Germania, in particolare nazionalisti bavaresi che affermavano che i termini con cui la Baviera entrò in Germania nel 1871 erano controversi e affermavano che il governo tedesco si era intromesso a lungo negli affari interni della Baviera.
I nazionalisti tedeschi nell'Impero tedesco che sostenevano una Grande Germania durante l'era di Bismarck si concentrarono sul superamento della dissidenza dei tedeschi protestanti per l'inclusione dei tedeschi cattolici nello stato creando il Los von Rom! ("Lontano da Roma!"), movimento che sosteneva l'assimilazione dei cattolici tedeschi al protestantesimo. Durante il periodo dell'Impero tedesco, una terza fazione di nazionalisti tedeschi (specialmente nelle parti austriache dell'Impero austro-ungarico) sostenne un forte desiderio per una Grande Germania ma, a differenza dei concetti precedenti, guidata dalla Prussia invece dell'Austria; erano conosciuti come Alldeutsche.
Il darwinismo sociale, il messianismo e il razzismo furono i temi utilizzati dai nazionalisti tedeschi dopo il 1871 sulla base del concetto di una comunità di persone (Volksgemeinschaft).

### Impero coloniale
Un elemento importante del nazionalismo tedesco promosso dal governo e dall'élite intellettuale era l'enfasi sull'affermazione della Germania come potenza economica e militare mondiale, volta a competere con la Francia e l'Impero britannico per l'egemonia mondiale. Il dominio coloniale tedesco in Africa tra il 1884 e il 1914 era considerato un'espressione di nazionalismo e superiorità morale, giustificata dalla costruzione di un'immagine dei nativi come "altro". Questo approccio mise in luce le opinioni razziste dell'umanità. La colonizzazione tedesca fu caratterizzata dall'uso della violenza repressiva in nome di "cultura" e "civiltà", concetti che hanno avuto origine nell'Illuminismo. Il progetto culturale-missionario della Germania si vantava che i suoi programmi coloniali fossero sforzi umanitari ed educativi. Inoltre, secondo lo storico Michael Schubert, l'ampia accettazione tra gli intellettuali del darwinismo sociale giustificava il diritto della Germania di acquisire territori coloniali come una questione di "sopravvivenza del più adatto".

### Repubblica di Weimar, 1918-1933
Amministrato dalla Società delle Nazioni
     Annesso o trasferito ai paesi confinanti dal trattato, o successivamente via plebiscito o azione della Società delle Nazioni
     Germania di Weimar

La Germania dopo il Trattato di Versailles:
Amministrato dalla Società delle Nazioni
Annesso o trasferito ai paesi confinanti dal trattato, o successivamente via plebiscito o azione della Società delle Nazioni
Germania di Weimar

Il governo istituito dopo la prima guerra mondiale, la Repubblica di Weimar, stabilì una legge di nazionalità basata sulle nozioni preunitarie del volk tedesco come gruppo etno-razziale definito più dall'eredità che dalle nozioni moderne di cittadinanza; le leggi avevano lo scopo di includere i tedeschi che erano immigrati e di escludere i gruppi di immigrati. Queste leggi rimasero la base delle leggi sulla cittadinanza tedesca fino a dopo la riunificazione.
Il governo e l'economia della Repubblica di Weimar erano deboli; I tedeschi erano insoddisfatti del governo, delle condizioni punitive delle riparazioni di guerra e delle perdite territoriali del Trattato di Versailles, nonché degli effetti dell'iperinflazione. Le spaccature economiche, sociali e politiche frammentarono la società tedesca. Alla fine la Repubblica di Weimar crollò sotto queste pressioni e le manovre politiche di importanti funzionari e politici tedeschi.

### Germania nazista, 1933-1945

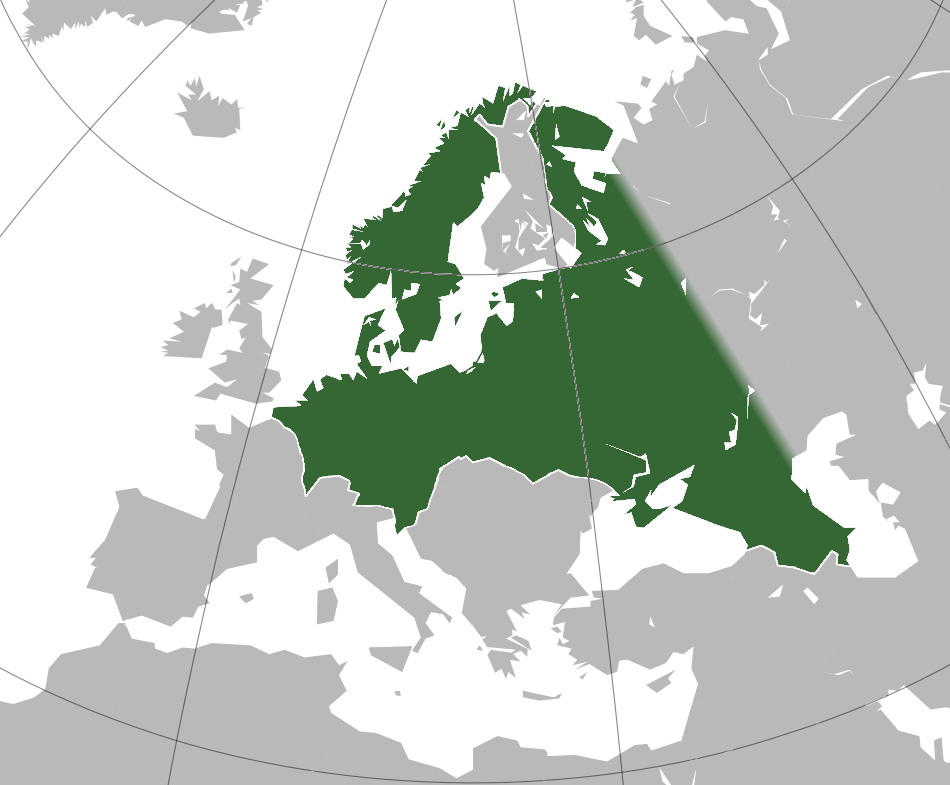
Confini del pianificato "Grande Reich Germanico".

Il Partito Nazionalsocialista Tedesco dei Lavoratori (NSDAP), guidato da Adolf Hitler, di origine austriaca, credeva in una forma estrema di nazionalismo tedesco. Il primo punto del programma nazista in 25 punti era: "Chiediamo l'unificazione di tutti i tedeschi nella Grande Germania sulla base del diritto del popolo all'autodeterminazione". Hitler, un austriaco-tedesco di nascita, iniziò a sviluppare le sue forti opinioni patriottiche-nazionaliste tedesche fin dalla tenera età. Fu fortemente influenzato da molti altri nazionalisti pantedeschi austriaci in Austria-Ungheria, in particolare Georg von Schönerer e Karl Lueger. Le idee pan-tedesche di Hitler prevedevano un Grande Reich tedesco che avrebbe dovuto includere i tedeschi austriaci, i tedeschi dei Sudeti e altri tedeschi etnici. L'annessione dell'Austria (Anschluss) e dei Sudeti (annessione dei Sudeti) completò il desiderio della Germania nazista al nazionalismo tedesco della Volksdeutsche tedesca (popolo / folk).
Il Generalplan Ost voleva lo sterminio, l'espulsione, la germanizzazione o la riduzione in schiavitù della maggior parte o di tutti i cechi, polacchi, russi, bielorussi e ucraini allo scopo di fornire più spazio vitale per il popolo tedesco.

### Dal 1945 ad oggi
Dopo la seconda guerra mondiale, la nazione tedesca fu divisa in due Stati, Germania Ovest e Germania Est e alcuni territori tedeschi a est della linea Oder-Neiße passarono alla Polonia. La Legge fondamentale della Repubblica Federale di Germania, che fungeva da costituzione per la Germania Ovest, fu concepita e scritta come documento provvisorio, con la speranza di riunire al più presto le due Germanie.
La formazione della Comunità economica europea, e da ultimo dell'Unione europea, fu guidata in parte da forze interne ed esterne alla Germania che cercavano di incorporare l'identità tedesca più profondamente in un'identità europea più ampia, in una sorta di "nazionalismo collaborativo".
La riunificazione della Germania divenne sia un tema centrale nella politica della Germania Ovest, sia un principio centrale del Partito Socialista Unificato di Germania orientale, anche se nel contesto di una visione marxista della storia in cui il governo della Germania Ovest sarebbe stato spazzato via in una rivoluzione proletaria.
La questione dei tedeschi e dell'ex territorio tedesco in Polonia, così come lo status di Königsberg come parte della Russia, rimase difficile, con persone nella Germania Ovest che sostenevano di riprendersi quel territorio negli anni '60. La Germania Est confermò il confine con la Polonia nel 1950, mentre la Germania Ovest, dopo un periodo di rifiuto, accettò finalmente il confine (con riserve) nel 1970.
Il desiderio del popolo tedesco di essere di nuovo una nazione rimase forte, ma fu accompagnato da un sentimento di disperazione negli anni '70 e negli anni '80; quando arrivò "Die Wende" alla fine degli anni '80, guidata dal popolo della Germania dell'Est, fu una sorpresa, portando alle elezioni del 1990 che misero in atto un governo che negoziò il Trattato sullo stato finale della Germania e riunì Est e Ovest del paese; iniziò così il processo di riunificazione interna.
La riunificazione fu contrastata in diversi ambienti sia all'interno che all'esterno della Germania, anche da figure come Margaret Thatcher, Jürgen Habermas e Günter Grass, per paura che una Germania unita potesse riprendere la sua aggressione verso altri paesi. Appena prima della riunificazione, la Germania Ovest aveva attraversato un dibattito nazionale, chiamato Historikerstreit, su come considerare il suo passato nazista, con una parte che affermava che non c'era nulla di specificamente tedesco nel nazismo e che il popolo tedesco avrebbe dovuto mettere da parte la vergogna del proprio passato e guardare avanti, orgoglioso della sua identità nazionale; e altri che sostenevano che il nazismo era nato dall'identità tedesca e la nazione avrebbe dovuta continuare a considerarsi responsabile del proprio passato e badare bene ad ogni recrudescenza del nazismo. Questo dibattito non confortò coloro che si preoccupavano che una Germania riunita potesse essere un pericolo per altri paesi, né impedì l'ascesa di gruppi neonazisti skinhead nell'ex Germania dell'Est, come esemplificato dalle rivolte di Hoyerswerda nel 1991. Un contraccolpo nazionalista basato sull'identità sorse dopo l'unificazione, quando le persone tornarono indietro per rispondere "alla questione tedesca", portando alla violenza da parte di quattro partiti neo-nazisti / di estrema destra che sono stati tutti banditi dalla Corte costituzionale federale tedesca dopo aver commesso o incitato alla violenza: Fronte Nazionalista, Offensiva Nazionale, Alternativa Tedesca e Kamaradenbund.
Una delle domande chiave per il governo riunificato era come definire un cittadino tedesco. Le leggi ereditate dalla Repubblica di Weimar che basavano la cittadinanza sull'ereditarietà erano state portate all'estremo dai nazisti ed erano sgradevoli e alimentavano l'ideologia dei partiti nazionalisti tedeschi di estrema destra come il Partito Nazionaldemocratico di Germania (NPD), fondato nel 1964 da altri gruppi di estrema destra. Inoltre, la Germania Ovest aveva ricevuto un gran numero di immigrati (soprattutto turchi) e l'appartenenza all'Unione europea significava che i cittadini degli Stati membri potevano muoversi liberamente attraverso i confini nazionali all'interno dell'Europa e, a causa del suo tasso di natalità in calo, anche la Germania unita aveva bisogno di ricevere circa 300.000 immigrati all'anno per mantenere la sua forza lavoro. (La Germania ha importato lavoratori sin dal suo "miracolo economico" del dopoguerra attraverso il suo programma Gastarbeiter). Il governo dell'Unione Cristiano-Democratica/Unione Cristiano-Sociale, eletto negli anni '90, non ha cambiato le leggi, ma intorno al 2000 una nuova coalizione guidata dal Partito Socialdemocratico di Germania salì al potere e apportò modifiche alla legge che definisce chi è cittadino tedesco basato sullo ius soli piuttosto che sullo ius sanguinis.
La questione riguardante i rapporti con la popolazione turca è rimasta complicata in Germania; molti turchi non si sono integrati e hanno formato una società parallela all'interno della Germania e le questioni relative all'uso dell'istruzione o delle sanzioni legali per promuovere l'integrazione hanno di tanto in tanto turbato la Germania, così come le questioni su chi sia "tedesco" accompagnano i dibattiti sulla "questione turca".
L'orgoglio nazionale tedesco rimaneva una questione difficile; una delle sorprese del Campionato mondiale di calcio 2006 che si svolse in Germania fu l'ampia diffusione di manifestazioni di orgoglio nazionale da parte dei tedeschi, che sembravano cogliere di sorpresa e cauto piacere anche gli stessi tedeschi.
Il ruolo della Germania nella gestione della crisi del debito sovrano europeo, in particolare per quanto riguarda la crisi del debito pubblico greco, ha portato a critiche da parte di alcuni ambienti, soprattutto in Grecia, nei confronti della Germania, accusata di esercitare il suo potere in un modo duro e autoritario che ricorderebbe il suo passato autoritario.
Le tensioni sulla crisi del debito europeo e della crisi europea dei migranti e l'ascesa del populismo di destra hanno acuito le questioni dell'identità tedesca intorno al 2010. Il partito Alternativa per la Germania fu fondato nel 2013 come reazione a un'ulteriore integrazione europea e a salvataggi di altri paesi durante la crisi del debito europeo; dalla sua fondazione al 2017 il partito ha assunto posizioni nazionaliste e populiste, rifiutando la colpa tedesca per l'era nazista e chiedendo ai tedeschi di essere orgogliosi della loro storia e dei loro risultati.
Alle elezioni europee del 2014, l'NPD vinse il suo primo seggio al Parlamento europeo, ma lo perse di nuovo alle elezioni europee del 2019.

## Nazionalismo tedesco in Austria

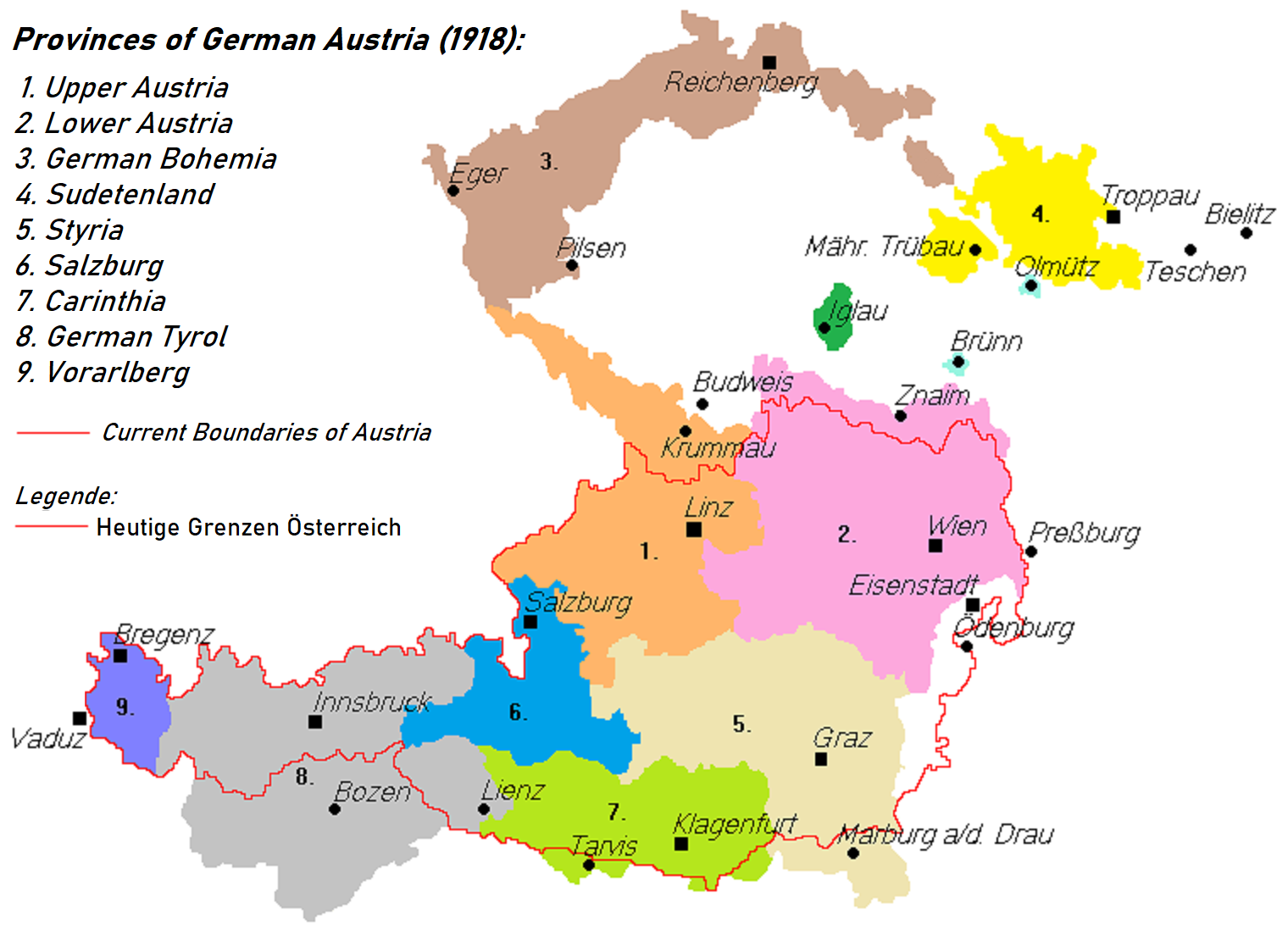
Province di lingua tedesca rivendicate dall'Austria tedesca nel 1918: il confine della successiva Seconda Repubblica Austriaca è delineato in rosso.

Dopo le rivoluzioni del 1848-49, in cui i rivoluzionari nazionalisti liberali sostenevano la soluzione della Grande Germania, la sconfitta austriaca nella guerra austro-prussiana (1866) ebbe l'effetto di escludere l'Austria dalla Germania. Dopo l'aumento dei conflitti etnici all'interno della monarchia asburgica dell'Impero austro-ungarico, un movimento nazionale tedesco si evolse in Austria. Guidate dal nazionalista tedesco radicale e antisemita Georg von Schönerer, organizzazioni come la Società pantedesca chiedevano il collegamento di tutti i territori di lingua tedesca della monarchia del Danubio all'Impero tedesco e respinsero decisamente il patriottismo austriaco. Il nazionalismo tedesco razzista e völkisch di Schönerer fu un'ispirazione per l'ideologia di Hitler. Nel 1933, i nazisti austriaci e il Partito Popolare della Grande Germania nazional-liberale formarono un gruppo d'azione, combattendo insieme contro il regime austrofascista che impose una distinta identità nazionale austriaca. Violando i termini del Trattato di Versailles, Hitler, nativo dell'Austria, unificò i due stati tedeschi annettendo il Paese alpino ("Anschluss") nel 1938. Ciò significava che l'obiettivo storico dei nazionalisti tedeschi dell'Austria era stato raggiunto e un Grande Reich tedesco esistette brevemente fino alla fine della guerra. Dopo il 1945, il campo nazionale tedesco fu ripreso nella Federazione degli Indipendenti e nel Partito della Libertà Austriaco.
Oltre a una forma di nazionalismo in Austria che guardava alla Germania, ci sono state anche forme di nazionalismo austriaco che rifiutavano l'unificazione dell'Austria con la Germania sulla base della preservazione dell'identità religiosa cattolica degli austriaci dal potenziale pericolo rappresentato dall'appartenenza a una Germania a maggioranza protestante, così come il loro patrimonio storico diverso per quanto riguarda la loro origine principalmente celtica, slava, avara, retica e romana prima della colonizzazione dei Bavari.

## Simboli

La bandiera della Germania, originariamente progettata nel 1848 e utilizzata al Parlamento di Francoforte, poi dalla Repubblica di Weimar, è la base delle bandiere della Germania Est e Ovest dal 1949 ad oggi.
La bandiera dell'Impero tedesco, originariamente progettata nel 1867 per la Confederazione Tedesca del Nord, fu adottata come bandiera della Germania nel 1871. Questa bandiera fu usata dagli oppositori della Repubblica di Weimar che vedevano la bandiera nera-rossa-gialla come simbolo di essa. Recentemente viene utilizzata dai nazionalisti di estrema destra in Germania.
La bandiera della Germania nazista dal 1935 al 1945. Questa bandiera è stata utilizzata dal Partito Nazista ed è ora vietata in molti paesi europei, tra cui Germania e Austria. La bandiera è usata oggi dai neonazisti. Si basa sui colori della bandiera dell'Impero tedesco.

## Partiti politici nazionalisti

### Attuali

#### In Germania
- Alternativa per la Germania (2013-oggi)
- Centro Cristiano - Per una Germania secondo i comandamenti di Dio (1988-oggi)
- Cittadini in Collera (2004-oggi)
- Partito Nazionaldemocratico di Germania (1964-oggi)
- Movimento Cittadino per la Renania Settentrionale-Vestfalia (2007-oggi)
- Der III. Weg (2013-oggi)
- I Repubblicani (1983-oggi)

### Sciolti

#### In Germania
- Blocco Pangermanico / Lega degli espulsi e privati dei diritti (1950-1961)
- Partito Conservatore Liberale (1867-1918)
- Partito dei Lavoratori Tedeschi Liberi (1979-1995)
- Partito Tedesco (1947-1961)
- Unione Popolare Tedesca (1987-2011)
- Partito Nazional-Democratico di Germania (1948-1990)
- Offensiva Nazionale (1990-1992)
- Partito Tedesco della Patria (1917-1918)
- Partito Popolare Nazionale Tedesco (1918-1933)
- Partito dell'Impero Tedesco (1950-1964)
- Partito della Destra Tedesca (1946-1950)
- Unione Sociale Tedesca (1956-1962)
- Partito Socialista Tedesco (1918-1922)
- Partito Popolare Tedesco della Libertà (1922-1924)
- Partito Tedesco dei Lavoratori (1919-1920)
- Fronte di Harzburg (1931-1933)
- Partito Nazionale Liberale (1867-1918)
- Partito Nazionalsocialista per la Libertà (1924-1925)
- Partito Nazionalsocialista Tedesco dei Lavoratori (1920-1945)
- Associazione Nazionale-Sociale (1896-1903)
- Fronte Nazionalista (1985 - ????)
- Front Nazionalista - Lega dei Nazionalisti Social Rivoluzionari (1982 - ????)
- Vecchio Partito Socialdemocratico Tedesco (1926-1932)
- Movimento dei Cittadini pro Germania (2005-2017)
- Partito Socialista del Reich (1949-1952)
- Blocco Völkisch-Sociale (1924-1924)

#### In Austria
- Federazione degli Indipendenti (1949-1955)
- Partito della Libertà in Carinzia (1986-2010)
- Partito Popolare Tedesco (???? - 1920)
- Movimento Nazionale Tedesco (???? - ????)
- Partito Popolare della Grande Germania (1920-1934)
- Landbund (1919-1934)
- Partito Nazionale Democratico (1967-1988)

#### In Austria-Ungheria
- Associazione Nazionale Tedesca (1911-1917)
- Partito Tedesco dei Lavoratori (1903-1918)

#### In Cecoslovacchia
- Partito Nazionale Tedesco (1919-1933)
- Partito Nazionalsocialista Tedesco dei Lavoratori (1919-1933)
- Partito Tedesco dei Sudeti e della Germania dei Carpazi (1935-1938)
- Partito Tedesco dei Sudeti (1933-1935)

#### In Liechtenstein
- Movimento Nazionale Tedesco in Liechtenstein (1938-1945)

#### In Lussemburgo
- Movimento Nazionale Tedesco (1940-1945)

#### In Polonia
- Unione Popolare Tedesca in Polonia (1924 - ????)
- Partito della Gioventù Tedesca in Polonia (1931 - ????)

#### In Romania
- Partito Tedesco (1919-1944)
- Partito Popolare Tedesco (1935-1938)

#### In Slovacchia
- Partito Tedesco (1938-1945)

#### In Svizzera
- Collezione Federale (1940-1943)
- Fronte Nazionale (1933-1940)
- Movimento Nazionale della Svizzera (1940-1940)
- Partito Popolare Svizzero (1951 - ????)

## Personalità del nazionalismo tedesco
- Adolf Hitler
- Albert Speer
- Anton Drexler
- Claus Schenk von Stauffenberg
- Erich Ludendorff
- Ernst Jünger
- Ernst Niekisch
- Gregor Strasser
- Heinrich Himmler
- Hermann Göring
- Joseph Goebbels
- Karl Dönitz
- Otto Ernst Remer
- Otto Strasser
- Otto von Bismarck
- Rudolf Hess
- Guglielmo II